# 16S rRNK (adenin1518-N6/adenin1519-N6)-dimetiltransferaza
16S rRNK (adenin1518-6/adenin1519-6)-dimetiltransferaza (EC 2.1.1.182, S-adenozilmetionin-6-N',N'-adenozil (rRNK) dimetiltransferaza, KsgA, ksgA metiltransferaza) je enzim sa sistematskim imenom S-adenozil--metionin:16S rRNK (adenin1518-6/adenin1519-6)-dimetiltransferaza. Ovaj enzim katalizuje sledeću hemijsku reakciju
4 -adenozil--metionin + adenin1518/adenin1519 u 16S rRNK {\displaystyle \rightleftharpoons } 4 S-adenozil-L-homocistein + N6-dimetiladenin1518/6-dimetiladenin1519 u 16S rRNK
KsgA proizvodi modifikaciju ribozomalne RNK koja je u najvećoj meri konzervirana, dimetilaciju adenina1518 i adenina1519 u 16S rRNK. Vrste koje nemaju ovu metilazu su otporne na kasugamicin.

## Literatura
- Nicholas C. Price; Lewis Stevens (1999). Fundamentals of Enzymology: The Cell and Molecular Biology of Catalytic Proteins (Third изд.). USA: Oxford University Press. ISBN 019850229X.
- Eric J. Toone (2006). Advances in Enzymology and Related Areas of Molecular Biology, Protein Evolution (Volume 75 изд.). Wiley-Interscience. ISBN 0471205036.
- Branden C; Tooze J. Introduction to Protein Structure. New York, NY: Garland Publishing. ISBN 0-8153-2305-0.
- Irwin H. Segel. Enzyme Kinetics: Behavior and Analysis of Rapid Equilibrium and Steady-State Enzyme Systems (Book 44 изд.). Wiley Classics Library. ISBN 0471303097.

## Spoljašnje veze
- 16S+rRNA+(adenine1518-N6/adenine1519-N6)-dimethyltransferase на 